# Momograci
momograci（モモグラシ）は、日本の女性アイドルグループ。MONSTAR Japan Association所属。愛称は「モモグラ」。ファンの総称は「モグラ」である。2016年に桃色革命（ももいろかくめい）として結成され、2021年にmomograciへ改名。なお公式サイトやSNS・動画サイトやタイムテーブル上での表記はmomograci（ex.桃色革命）とされている。2025年8月から12月末までの期間限定ユニット「momograci*(アスタリスク)」についても記載する。

## 概要・略歴
2016年3月5日にソロアイドルとして活動していた小桃音まいが8月14日でソロ活動を終了してグループ活動に移行することを発表。グループ活動開始に先立って7月から小桃音の配信番組などを通じ順次情報が公開された。グループ名は視聴者の投票により決定され、メンバーは700名の希望者から3名が選ばれた。

### 桃色革命

#### ファーストステージ
2016年8月20日に4名（小桃音まい・伊倉結音・児玉せりか・百瀬はる夏）でのお披露目ライブを表参道GROUNDで行い、10月25日にはデビューシングル「きゃらめるめりー☆」を発売。7期にわたるメンバーの変遷と3年あまりの活動を経た2019年12月1日をもってファーストステージ解散とする旨を発表。

#### セカンドステージ
2019年12月9日夜に行われたSHOWROOM生配信でセカンドステージの開始を発表。ファーストステージから引き続きメンバーとなる志柿じゅみ、桜田華奈に加え、オーディションで選ばれた白鳥茉歩、七瀬菜未、黒宮ゆりかの3名を迎え、5名で新章スタートを切る。同時に小桃音まいがセカンドステージプロデューサー就任。12月14日に六本木・morph-tokyoにて新体制お披露目ライブを開催。また、5人それぞれにメンバーカラーを導入することが発表された。2021年3月28日に終了。

### GRACiAS
2020年6月18日、桃色革命を中心としユニットの枠を超えた期間限定のプロジェクト「GRACiAS」が発足、メンバーは桃色革命の志柿じゅみ・桜田華奈・白鳥茉歩・七瀬菜未・黒宮ゆりか、コスメティックロボットの永峰さら・相沢美玲(元桃色革命)、ときめきスパークリングの西菜まな、アイドルモドキ。の松脇朱里・知里美幸、1年前に桃色革命を卒業した児玉せりかの11名。当初は8月末までの予定だったが12月末まで活動した。2021年3月28日に一夜限りの復活ライブを開催。

### momograci（ex:桃色革命）

#### ファーストステージ
2021年3月30日、桃レボ2.5として桃色革命とGRACiASをmomograci （モモグラシ）に改名。4月4日新木場スタジオコーストにてお披露目。
2024年11月4日、P.A.R.M.S秋葉原店で解散ライブ開催。

#### セカンドステージ
2025年1月6日、恵比寿リキッドルームでスペシャルライブでお披露目。
2025年7月6日、表参道GROUNDでセカンドステージ解散ライブ。

### momograci*
2025年8月3日、1000CLUBでお披露目。

## 来歴
- 2016年8月20日、小桃音、百瀬、伊倉、児玉で活動を開始。（1期生、ファーストステージ）
  - 2016年11月18日、SHOWROOM番組内で、関西在住である稲澤と相沢が桃レボWESTに加入[15]。（2期生）
  - 2017年2月27日、SHOWROOM番組内で、七瀬、桜井、遠藤、丸川が桃レボEASTに加入[16]。（3期生）
  - 2017年4月19日、SHOWROOM番組内で、池田が桃レボNORTHに加入、宮森が桃レボEASTに加入[17]。5月には、安田が桃レボSOUTHに加入。（4期生）
  - 2018年2月5日、北澤鞠佳が加入[18]。2月25日には、茜屋、星宮、鈴木、藤咲、望月、増本が桃レボ＿（桃レボアンダー）に加入[19]。（5期生）
  - 2019年1月17日、SHOWROOM番組内で、楠と朝比奈が加入[20]。（6期生）
  - 2019年6月22日に開催された『あなたが決める!! 桃色革命 追加メンバー決定公演』で成瀬、志柿、桜田、桜本、葉月、森田が合格（7期生）[21]。
- 2019年12月14日、セカンドステージお披露目、メンバーは志柿じゅみ・桜田華奈と新メンバーの白鳥茉歩・七瀬菜未・黒宮ゆりか。
- 2020年6月18日、"感謝をもって、みんなを笑顔に！"期間限定プロジェクトGRACiAS発足。メンバーは志柿じゅみ・桜田華奈・白鳥茉歩・七瀬菜未・黒宮ゆりか・永峰さら・相沢美玲・西菜まな・松脇朱里・知里美幸・児玉せりか の11名。
- 2021年4月4日、momograci（ex:桃色革命）お披露目。メンバーは志柿じゅみ・児玉せりか・相沢美玲・永峰さら・松脇朱里・知里美幸に、新メンバー岩田ゆら・日向みう・姫宮みゆう・大西ゆい・佐藤もなか の11名。
  -     - 2021年4月26日、姫宮みゆう脱退[22]。

  - 2021年6月、12日に山下倖和・渚ここ加入、24日に世良きあら加入[23]。
    - 2021年10月2日、岩田ゆら・日向みう・佐藤もなか卒業[24]。

  - 2021年10月〜11月、期間限定コラボメンバーとして櫻井優衣が加入。
    - 2022年3月21日、大西ゆい・世良きあら卒業、世良はアルテミスの翼へ移籍[25]。

  - 2022年3月30日、追加メンバーに関して500名を越える応募者[26]から最終候補者をTwitterにて発表[27]、4月24日ルミネゼロ公演にて白石心花・日南くらら・一ノ瀬ゆいな・白夢りこ・須賀美月に決定[28][29]。5月3日、新体制お披露目公演[30][31]。5月15日、日南・一ノ瀬・白夢・須賀によるmomograciWEST始動[32]。
    - 2022年7月12日、10月9日の東札阪ツアー『smile』をもって児玉せりか・相沢美玲 卒業と発表、翌日には7月30日をもって一ノ瀬ゆいな卒業と発表[33] [34]。10月24日には永峰さらが12月11日をもって卒業と発表[35]。

  - 2022年8月27日、恵比寿リキッドルームにて開催のワンマンライブ『史上最強の"momo"への挑戦』にて新メンバー雪乃望来お披露目[36]、9月1日SHOWROOM緊急生配信にてmomograciWEST新メンバー山本周を発表[37]、10月11日Twitterにて新メンバー野平ひまり発表[38]。
    - 2023年1月2日、29日をもってmomograciWEST活動終了のお知らせ、各メンバーについて日南と白夢は2023年1月より上京しmomograciとして活動継続、須賀はJK21＋の活動準備に入る、体調不良で休止中の山本は活動終了と発表[39]。
    - 2023年7月10日、9月18日をもって知里美幸と渚ここが卒業と発表[40]。
    - 2023年12月26日、日南くららが規約違反のため同日解雇処分。
    - 2024年6月4日、7月15日をもって松脇朱里が、9月8日をもって白石心花と白夢りこが卒業することを発表。
    - 2024年7月12日　新メンバー姫宮いお、成宮れの の加入を発表。同日の単独公演でお披露目される。
    - 2024年7月15日　松脇朱里卒業。
    - 2024年9月8日　白石心花と白夢りこ卒業。
    - 2024年9月12日　11月4日を以てファーストステージ解散することを発表。既に発表済みだった2025年1月6日恵比寿リキッドルームでのワンマンライブは今夏時のメンバーで実施予定。
    - 2024年9月14日　成宮れのが卒業を発表。同日付で脱退。
    - 2024年11月4日　P.A.R.M.S秋葉原店でファーストステージ解散ライブ。同時に山下倖和、雪乃望来、野平ひまりが卒業。

  - 2025年1月6日　恵比寿リキッドルームにてmomograciセカンドステージお披露目。メンバーはファーストステージから引き続き志柿と姫宮に加え、新メンバーとして蒼水天彩、滝本里奈、小桜ももな とサポートメンバー瀬戸咲稀を加えた6名。
    - 2025年2月14日　無料単独公演にて新サポートメンバー双葉かれんの加入を発表。
    - 2025年3月5日　超FREE BOMBER!!にて双葉かれん お披露目。
    - 2025年3月28日　蒼水天彩、滝本里奈が契約満了のため卒業。メンバー3名＋サポートメンバー2名の計5名で活動。
    - 2025年5月8日　公式サイトにてセカンドステージ解散を発表。
    - 2025年6月30日　体調不良のため休養していた小桜ももなと双葉かれん（サポートメンバー）の脱退を発表。
    - 2025年7月6日　表参道GROUNDにて解散ライブ。

- 2025年8月3日、1000CLUB(横浜)にてmomograci*お披露目。2025年末までの期間限定活動を予定。メンバーは毛利優李、良実まゆか、湖白うる、涼瀬なぎさ、小西にこ の5名。

## メンバー
| 名前                      | 愛称       | 生年月日（年齢）       | 出身地   | 加入       | 加入年月  | 担当カラー | 備考            |
| ------------------------- | ---------- | ---------------------- | -------- | ---------- | --------- | ---------- | --------------- |
| 毛利 優李 もうり ゆり     | ゆりちゃん | 2004年11月3日（20歳）  | 熊本県   | momograci* | 2025年8月 | 赤色       |                 |
| 小西 にこ こにし にこ     | にこにー   | 2002年11月2日（22歳）  | 富山県   | momograci* | 2025年8月 | 黄色       | 元Dear8         |
| 良実 まゆか らみ まゆか   | らみたん   | 2002年3月24日（23歳）  | 神奈川県 | momograci* | 2025年8月 | 紫色       |                 |
| 湖白 うる こはく うる     | うるちゃん | 12月24日               | 東京都   | momograci* | 2025年8月 | 白色       |                 |
| 涼瀬 なぎさ すずせ なぎさ | なぎにゃん | 2005年12月27日（19歳） | 東京都   | momograci* | 2025年8月 | 水色       | 元∴ヒロイン転生 |

### 旧メンバー
| 名前                         | 愛称                     | 生年月日（年齢）       | 出身地   | 加入         | 加入年月   | 卒業・脱退     | 備考 |
| ---------------------------- | ------------------------ | ---------------------- | -------- | ------------ | ---------- | -------------- | --- |
| 百瀬はる夏 ももせ はるか     | ももはる                 | 1997年5月23日（28歳）  | 東京都   | 1期          |            | 2017年4月      | |
| 桜井愛 さくらい あい         | あいぽん                 | 1995年2月14日（30歳）  | 大阪府   | 3期          |            | 2017年9月      | 桃レボEAST |
| 中本星七 なかもと せいな     | せなてん                 | 1996年6月13日（29歳）  | 宮城県   | 3期          |            | 2017年9月      | 桃レボEAST |
| 丸川小雪 まるかわ こゆき     | ゆきまる                 | 6月10日                | 香川県   | 3期          |            | 2017年9月      | 桃レボEAST |
| 七瀬いづみ ななせ いづみ     | いっちゃん               | 1993年9月20日（31歳）  | 埼玉県   | 3期          |            | 2017年9月      | 桃レボEAST、元ハート×ストリングス 後に絶対直球女子!プレイボールズ、 idoRe： |
| 宮森ひなた みやもり ひなた   | ひなちゃん               | 1997年5月4日（28歳）   | 神奈川県 | 4期          |            | 2017年10月     | 桃レボEAST |
| 安田玲 やすだ れい           | れいたん                 | 1997年1月2日（28歳）   | 福岡県   | 4期          |            | 2017年11月     | 桃レボSOUTH HR兼任 |
| 伊倉結音 いくら ゆのん       | ゆのん                   | 1994年10月12日（30歳） | 神奈川県 | 1期          |            | 2018年2月      | |
| 稲澤舞菜 いなざわ まいな     | まいにゃん               | 2000年10月10日（24歳） | 大阪府   | 2期          |            | 2018年6月      | 桃レボWEST 元Miniature Garden |
| 望月美希 もちづき みき       | もちみー                 | 3月11日                | 大分県   | 5期          |            | 公式発表なし   | 桃レボ＿ |
| 増本あきな ますもと あきな   | あきにゃん               | 1月13日                | 栃木県   | 5期          |            | 2018年10月     | 桃レボ＿ コスメティックロボット兼任 後に一度芸能界を引退後に、2019年4月21日開催の八王子市「みずき通りフェスティバル」内で開催されていた「ガールズユニットフェス」に、一般参加者として、一般人との1日限定ユニットを組んだ屋根の上のきな粉を経て、その後再度アイドルとして芸能界に復帰し、Ringwanderungに増田陽凪に芸名を改名して移籍 |
| 池田優花 いけだ ゆうか       | ゆかフィン               | 2000年3月29日（25歳）  | 北海道   | 4期          |            | 2019年2月      | YAグラ姫2018準グランプリ 元ミルクス本物 後に ときめきスパークリング MyDearDarlin' |
| 藤咲まみ ふじさき まみ       | まみちゃん               | 2001年3月6日（24歳）   | 東京都   | 5期          |            | 2019年7月      | 桃レボ＿から昇格 |
| 楠花純 くすのき かすみ       | かすみ                   | 1993年12月4日（31歳）  | 神奈川県 | 6期          |            | 2019年7月      | 元コスメティックロボット |
| 小桃音まい ことね まい       | まいにゃ                 | 1990年8月24日（34歳）  | 兵庫県   | 1期          |            | 2019年9月      | |
| 桜本眞向明 さくらもと まひる | まーちゃん               | 2001年2月3日（24歳）   | 愛知県   | 7期          |            | 2019年9月      | |
| 北澤鞠佳 きたざわ まりか     | まーりん                 | 1996年1月1日（29歳）   | 神奈川県 | 5期          |            | 2019年12月     | 赤マルダッシュ☆兼任 |
| 星宮琴都 ほしみや こと       | ことぴ                   | 2002年10月15日（22歳） | 東京都   | 5期          |            | 2019年12月     | 桃レボ＿から昇格 元NaiveAngel 長沼こと 後に藍色アステリズム |
| 茜屋さき あかねや さき       | さきちー                 | 9月23日                | 長野県   | 5期          |            | 2019年12月     | 桃レボ＿から昇格 後にpartea |
| 鈴木咲良 すずき さら         | さらぽん                 | 2000年12月20日（24歳） | 東京都   | 5期          |            | 2019年12月     | 桃レボ＿から昇格 元ピンク・ベイビーズ |
| 朝比奈きらり あさひな きらり | きらり                   | 2001年7月16日（24歳）  | 大阪府   | 6期          |            | 2019年12月     | 大阪在住 元JK21G 後にワッツ◎さーくる 夢乃きらり |
| 成瀬千咲 なるせ ちさき       | ちさてぃ                 | 8月18日                | 岡山県   | 7期          |            | 2019年12月     | 後にときめきスパークリング、 Melodic Mellow・ ENCHANTE・ 東京メロディック23’ |
| 葉月湖子夏 はづき ここな     | ここたん                 | 2002年5月24日（23歳）  | 埼玉県   | 7期          |            | 2019年12月     | |
| 森田愛 もりた まな           | 森田                     | 2004年11月16日（20歳） |          | 7期          |            | 2019年12月     | |
| 西菜まな にしな まな         | まなな                   |                        |          | GRACiAS      |            | 2021年3月      | ときめきスパークリング |
| 桜田華奈 さくらだ かな       | ちゃんちゃん             | 11月21日               | 大阪府   | 7期、2nd     |            | 2021年3月      | 後にきみとのワンダーランド |
| 白鳥茉歩 しらとり まほ       | まほりん                 | 2001年1月22日（24歳）  | 神奈川県 | 2nd          |            | 2021年3月      | セカンド終了後も振付に携わる 後にアンスリュームもなか こゆ |
| 七瀬菜未 ななせ なみ         | なみみ                   | 1996年7月23日（29歳）  | 千葉県   | 2nd          |            | 2021年3月      | 後にTwinkle Project☆小花衣なこ |
| 黒宮ゆりか くろみや ゆりか   | ゆりかりん               | 1995年10月18日（29歳） | 東京都   | 2nd          |            | 2021年3月      | 後に黒宮しいかとして活動。 |
| 姫宮みゆう ひめみや みゆう   |                          |                        |          | momograci    |            | 2021年4月26日  | 後にBUGSMART苺園みゆう |
| 岩田ゆら いわた ゆら         | ゆらら                   | 2004年1月27日（21歳）  | 愛知県   | momograci    |            | 2021年10月2日  | |
| 日向みう ひなた みう         | うーたん                 |                        |          | momograci    |            | 2021年10月2日  | |
| 佐藤もなか さとう もなか     | もなかちゃん             |                        |          | momograci    |            | 2021年10月2日  | コスメティックロボットも卒業 |
| 櫻井優衣 さくらい ゆい       | ゆいさん                 |                        |          | momograci    |            | 2021年11月     | 期間限定コラボメンバー 元ピンク・ベイビーズ、MyDearDarlin' コラボ期間中BlooDye兼任 後に FRUITS ZIPPER |
| 大西ゆい おおにし ゆい       | ゆいてん                 | 2001年9月6日（23歳）   |          | momograci    |            | 2022年3月21日  | 元WIZQN、DolceMisto 後に ラブアグレッション藤宮ゆいり |
| 世良きあら せら きあら       | きあらちゃん             | 1999年9月16日（25歳）  | 愛知県   | momograci    |            | 2022年3月21日  | 元DREAMING MONSTER アルテミスの翼へ移籍 |
| 一ノ瀬ゆいな いちのせ ゆいな | な〜ちゃん               | 2003年12月18日（21歳） | 大阪府   | momograci    |            | 2022年7月30日  | momograciWEST |
| 児玉せりか こだま せりか     | せりたん せちゃん せりか | 1996年6月26日（29歳）  | 北海道   | 1期、gracias |            | 2022年10月9日  | 元Jewel Kiss 2019年5月卒業、gracias加入 |
| 相沢美玲 あいざわ みれい     | みぃぴょん               | 1999年2月3日（26歳）   | 奈良県   | 2期、gracias |            | 2022年10月9日  | コスメティックロボットと兼任 桃レボWEST、元Le Siana 2019年6月卒業、gracias加入 |
| 永峰さら ながみね さら       | さら姫 さらちゃん        | 1月18日                | 兵庫県   | gracias      |            | 2022年12月11日 | コスメティックロボットと兼任 |
| 須賀美月 すが みづき         | みっちゃん               | 1999年1月10日（26歳）  | 大阪府   | momograci    |            | 2023年1月      | 元フルーレット momograciWEST 現 マイノリティアラート |
| 山本周 やまもと しゅう       | しゅうちゃ               | 2001年2月4日（24歳）   | 大阪府   | momograci    |            | 2023年1月      | momograciWEST |
| 知里美幸 ちさと みゆき       | みるきぃ〜               | 7月26日                | 東京都   | gracias      | 2020年6月  | 2023年9月18日  | アイドルモドキ。と兼任 元ラルムーン |
| 渚ここ なぎさ ここ           | ここたん                 | 2005年2月10日（20歳）  | 神奈川県 | momograci    | 2021年6月  | 2023年9月18日  | 現selfish（渚ここあ） |
| 日南くらら ひなみ くらら     | くらりん                 | 1997年12月3日（27歳）  | 福岡県   | momograci    | 2022年5月  | 2023年12月26日 | 元JOY VAN CREW 元momograciWEST |
| 松脇朱里 まつわき あかり     | あかりんご あかり        | 1998年9月21日（26歳）  | 東京都   | gracias      | 2020年6月  | 2024年7月15日  | アイドルモドキ。と兼任 元Ange☆Reve、元ラルムーン、現 Reve Pocket |
| 白石心花 しらいし ここは     | ここにゃ                 | 2005年8月15日（19歳）  | 神奈川県 | momograci    | 2022年5月  | 2024年9月8日   | 現ヴィランの掟 |
| 白夢りこ はくめ りこ         | りこぴ                   | 2002年1月19日（23歳）  | 大阪府   | momograci    | 2022年5月  | 2024年9月8日   | 元華シグレ、元momograci WEST 現Poppin Parade |
| 成宮れの なりみや れの       | れのちゃん               | 2009年12月14日（15歳） | 東京都   | momograci    | 2024年7月  | 2024年9月14日  | |
| 山下倖和 やました さわ       | さわちゃん               | 2004年11月10日（20歳） | 東京都   | momograci    | 2021年6月  | 2024年11月4日  | 元 日日是好日 現 Mighty Parfait |
| 雪乃望来 ゆきの みくる       | みくちゃん               | 2007年12月22日（17歳） | 東京都   | momograci    | 2022年8月  | 2024年11月4日  | |
| 野平ひまり のひら ひまり     | ひまりん                 | 2006年11月11日（18歳） | 東京都   | momograci    | 2022年10月 | 2024年11月4日  | |
| 蒼水天彩 あおみ そら         | そらちィ                 | 2000年4月15日（25歳）  | 福岡県   | momograci    | 2025年1月  | 2025年3月28日  | 元RIZINガール2023-2024 |
| 滝本里奈 たきもと りな       | たきりな                 | 2005年1月7日（20歳）   | 大阪府   | momograci    | 2025年1月  | 2025年3月28日  | 元paslil |
| 小桜ももな こざくら ももな   | ももちゃん               | 2004年9月21日（20歳）  | 愛知県   | momograci    | 2025年1月  | 2025年6月30日  | 元ポップキャスト、浅倉れいかから改名 |
| 双葉かれん ふたば かれん     | かれんちゃん             | 2004年5月4日（21歳）   | 北海道   | momograci    | 2025年3月  | 2025年6月30日  | サポートメンバー |
| 志柿じゅみ しがき じゅみ     | じゅみちゃん             | 2001年8月21日（23歳）  | 東京都   | 7期          | 2019年6月  | 2025年7月6日   | 2025年7月7日から12月末日までアイドルカレッジに転校生として在籍。 |
| 姫宮いお ひめみや いお       | いおたん                 | 2005年2月10日（20歳）  | 福井県   | momograci    | 2024年7月  | 2025年7月6日   | |
| 瀬戸咲稀 せと さき           | さきちゃん               | 2004年11月15日（20歳） | 千葉県   | momograci    | 2025年1月  | 2025年7月6日   | サポートメンバー、Challenge Girls!!兼任 |

## 作品
順位はオリコン週間ランキング最高位。

### シングル

#### M∞CARD
- ラブ・ハレーション 2022年7月20日 MOWO-502
- はじまりのうた 2023年2月14日 MOWO-503[46]
- どーしてそんなに可愛いーの？ 2024年4月11日 MOWO-504
- 光のシグナル 2024年10月10日 MOWO-505
- Give me Bunny Love 2025年2月2日 MOWO-506

### タイアップ
- My dream is... - 「仙女さまと白茶」〜タイム山の妖精たち（2019年、J:COMテレビ）[47]

### オリジナル曲
1. きゃらめるめりー☆
2. White Loop
3. 満開REVOLUTION
4. キメるぜ!マッチョでムーチョ!
5. Give me Bunny Love
6. My dream is...
7. 果実の恋(フルーツバスケット)
8. 恋は溶けてくIce Cream
9. LOVIN’RABBIT
10. 憧れで終わらせるな
11. Wake Up無敵サバイバ→
12. わが愛は猫である
13. 桃レボ・レッドゾーン!
14. ミリオン★ジャーニー$
15. カタオモイ
16. 涙ソリューション
17. めぐり逢えたら、、、
18. イロハに青春
19. 日々是もいつか好きメロディー
20. BOY FRiEND
21. アドベンチャっス！
22. 未来クロニクル
  - 作詞・作曲：TOWA[48]
23. パニクル・ミラクル
  - 作詞・作曲：吉田将樹、振付：槙田紗子
24. ヒカラナイト ヒラカナイ
25. ハピハピサンキュー！
  - _
26. Everybody Jump
27. 爆裂カワイイ大戦争
28. ヤマトナデシコアダルティ
  - 作詞：ete、作曲・編曲：大鹿大輝、振付：白鳥茉歩
29. ラブ・ハレーション
  - 振付：槙田紗子
30. はじまりのうた
  - 作詞：文稀、作曲・編曲：大鹿大輝、振付：愛梨・純帆
31. iDOLL
  - 作詞：ete、作曲・編曲：大鹿大輝、振付：白鳥茉歩[49]
32. どーしてそんなに可愛いーの？
  - 作詞・作曲・編曲・Mix：藤末樹
33. 光のシグナル
  - 作詞・作曲・編曲・Mix：藤末樹

## 出演

### ラジオ
- momograciの美美兎ナイト（2025年1月 - 2025年4月、北陸放送）

### ネットラジオ
- ☆Give me ももRADIO☆（2017年11月 - 2021年3月、渋谷クロスFM）

## ライブ
主なもの
- @JAM EXPO
  - 2016（2016年9月24日、幕張メッセ国際展示場）- @JAM×ナタリー EXPO 2016
  - 2017（2017年8月26日、横浜アリーナ）
  - 2019（2019年8月25日、横浜アリーナ）
  - 2022（2022年8月28日、横浜アリーナ）
  - 2023（2023年8月26日、横浜アリーナ）
  - 2024（2024年9月14日、横浜アリーナ(from.ミクチャステージ)）
- アイドル横丁夏まつり!!
  - 〜2017〜（2017年7月8日、横浜赤レンガパーク）
- TOKYO IDOL FESTIVAL
  - 2017（2017年8月4日、お台場・青海周辺）
  - 2019（2019年8月4日、お台場・青海周辺）
  - 2020（2020年10月4日、お台場・青海周辺）
  - 2021（2021年10月1日出演予定されていたが台風で中止）
  - 2022（2022年8月7日、お台場・青海周辺）
  - 2023（2023年8月4日、お台場・青海周辺）
  - 2024（2024年8月2日・3日、お台場・青海周辺）
- IDOLidge Carnival in Taipei（2016年9月[1]、2017年1月、6月、7月、台湾Jack's Studio）
- 桃色革命
  - お披露目LIVE（2016年8月20日、表参道GROUND）
  - 桃色革命1stワンマンライブ『革命第一章〜ここからはじまるレボリューション〜』（2016年11月3日、原宿アストロホール）
  - 2nd『革命第二章〜新春満開レボリューション〜』（2017年1月3日、TSUTAYA O-WEST）OAでJK21Rが出演、コラボ。
  - 3rd『革命第三章〜六本柱とその先へ〜』（2017年4月5日、渋谷duo MUSIC EXCHANGE）2月5日に予定されていた公演の振替。
  - 4th『革命第四章〜桃色サーカス〜』（2018年2月24日、新宿ReNY）
  - 『Peach to Mouth』（2019年2月16日、下北沢GARDEN）
  - 定期公演『マッピン9』*001〜*009（2016年12月11日 - 2017年7月23日）
  - 『PIN9READY』*001〜*010（2017年7月29日 - 2018年6月23日）
  - 桃色革命ツアー2017春『革命元年』（2017年4月8日 - 5月28日、9都市）
  - 2017秋『タイムマシーン革命』（2017年9月16日 - 12月27日、6都市）
  - 2018春『地球半周革命』（2018年4月7日 - 7月22日、13都市）
- コトネの日
  - 2017（2017年5月10日、下北沢GARDEN）
  - 2018（2018年5月10日、下北沢GARDEN）
  - 2019（2019年5月10日、新宿ReNY）
  - 2021（2021年9月11・12日、中野サンプラザ）
  - 2022（2022年5月10日、中野サンプラザ）
  - 2023（2023年5月10日、豊洲PIT）
  - 2024（2024年5月10日、豊洲PIT）
  - 2025（2025年5月10日、渋谷4会場(サーキットイベント)）
- 桃色革命 結成1周年記念ワンマンライブ『恵比寿動物園』（2017年8月20日、恵比寿LIQUIDROOM）
  - 結成2周年記念ワンマンライブ『恵比寿遊園地』（2018年8月25日、恵比寿LIQUIDROOM）
  - 結成3周年記念ワンマンライブ『Alphabet』（2019年8月20日、代官山SPACE ODD）
- 桃レボEAST 1stワンマンライブ『東から夜明け』（2017年9月3日、TSUTAYA O-Crest）
- 桃色革命 台北特別公演（2017年11月19日、台湾Jack's Studio）
- 桃レボWEST 結成1周年記念ワンマンライブ『桃レボに入ってくれてありがとう』（2017年11月26日、大阪・LIVE SQUARE 2nd LINE）
- 小桃音まい 10周年記念公演『あの日、あの時、この場所で。』（2019年4月13日、表参道GROUND）
- 桃色革命 自粛明け最速ライブ「新しいアイドルのカタチ」（2020年6月19日、六本木morph-tokyo）
- momograci（ex:桃色革命）
  - 『恵比寿動物園～結成5周年×1stワンマンライブ～』（2021年8月22日、恵比寿LIQUIDROOM）
  - momograci（ex:桃色革命）2ndワンマンライブ『大革命』（2021年9月26日、品川グランドホール）
  - みぃぴょんの日（2022年3月14日、渋谷REX）
  - 志柿じゅみ"momo"1000日記念公演（2022年3月18日、青山RizM）
  - momograci（ex:桃色革命）結成1周年ワンマンライブ（2022年5月29日、新宿LUMINE0）
  - momograci（ex:桃色革命）ワンマンライブ『史上最強の"momo"への挑戦』（2022年8月27日、恵比寿LIQUIDROOM）
  - momograci SP LIVE「VAMOS」（2025年1月6日、恵比寿LIQUIDROOM）

## 受賞
- NIG2022 準グランプリ（2022年3月10日、舞浜アンフィシアター）[50][51][52][53][54]。